# Social Bookmarks
Social Bookmarks (selten auch in der übersetzten Form: „Soziale Lesezeichen“) sind Internet-Lesezeichen, die von mehreren Nutzern gemeinsam auf einem Server im Internet oder im Intranet abgelegt werden, so dass sie gemeinsam darauf zugreifen können, um die Lesezeichen untereinander auszutauschen. Der Zugriff auf den Dienst erfolgt standardmäßig über einen Webbrowser; für manche Dienste gibt es auch spezielle Browser-Erweiterungen, um die Bedienung zu erleichtern.
Man spricht insoweit auch vom gemeinschaftlichen Indexieren von Internet-Quellen. Dazu werden üblicherweise sogenannte Social-Bookmark-Netzwerke genutzt, vor allem, um Links und Nachrichtenmeldungen zu sammeln.

## Anbieter und Funktionen
Zu den größten Anbietern im englischsprachigen Bereich zählen Delicious (ehemals del.icio.us), Digg, folkd und StumbleUpon. Es gibt auch rein deutschsprachige Dienste, wie z. B. LinkArena, Oneview (bis 2015) oder BibSonomy. Mister Wong (bis 2013), das neben der deutschsprachigen Oberfläche seine Dienste auch in anderen Sprachen anbot, stellte die Social-Bookmarking-Funktionen zum 1. August 2013 ein. Zu den deutschen Vertretern, die sich auf das „bookmarken“ von Nachrichten spezialisiert haben, gehören unter anderem ShortNews, Webnews oder YiGG. Darüber hinaus haben sich im deutschsprachigen Raum auch kleinere Portale wie beispielsweise scoop.at in Österreich entwickelt, die bewusst einen länderspezifischen Nachrichtenbezug in den Vordergrund stellen.
Nutzer können eigene Lesezeichen hinzufügen, löschen, bewerten, kommentieren beziehungsweise mit Kategorien oder Schlagwörtern (englisch Tags) versehen. Ebenso haben sie Einblick in die Lesezeichen anderer Nutzer, die in die eigene Sammlung übernommen werden können. Social Bookmarks lassen sich je nach Dienst nach Schlagwörtern, Schlagwörter-Kombinationen, Kategorien oder Benutzern auflisten und durchsuchen. Zudem gibt es in vielen Fällen eine Auflistung der von allen Nutzern zuletzt gespeicherten Lesezeichen auf der Startseite sowie eine Liste der beliebtesten Links. Jede dieser Listen lässt sich mit Hilfe eines Web-Feeds verfolgen. Die meisten Anbieter von Social Bookmarks bieten eine Auflistung thematisch verwandter Links bzw. verwandter Tags an. Weitere Funktionen, die es allerdings nicht bei allen Anbietern gibt, sind Gruppenfunktionen, E-Mail- und Netzwerkfunktionen zwischen einzelnen Nutzern, Im- und Export der Lesezeichen-Dateien sowie Toolbars und Such-Erweiterungen für diverse Browser.

## Open-Source-Lösungen
Es gibt eine Reihe von Open-Source-Lösungen für Social Bookmarks, die auf dem eigenen Server installiert werden können, z. B. Unalog, Connotea, Scuttle oder Pligg. Mit dem CMS Joomla kann ebenfalls ein Bookmarking-Dienst erstellt werden.